# 陈曦 (1965年6月)
陈曦（1965年6月—），男，福建人，中华人民共和国政治人物、外交官，曾任中华人民共和国驻古巴共和国特命全权大使，现任中华人民共和国驻尼加拉瓜共和国特命全权大使。

## 生平
1986年，进入中华人民共和国外交部工作，先后在外交部美洲大洋洲司、外交部拉丁美洲和加勒比司、驻秘鲁大使馆、驻厄瓜多尔大使馆、国务院外事办公室、外交部外事管理司任职。2001年，任驻乌拉圭大使馆参赞。2006年，任外交部外事管理司参赞。2009年，升任外交部外事管理司副司长。2013年，出任中华人民共和国驻圣保罗总领事。2016年，出任中华人民共和国驻古巴大使。2021年6月，自驻古巴大使离任。2022年6月，出任中华人民共和国驻尼加拉瓜大使。

## 家庭
已婚，有一女。

## 荣誉

### 外国勋章奖章
- 友谊勋章（古巴，2021年6月4日于哈瓦那颁发[5]）